# اویو رومز
اویو رومز (انگلیسی: Oyo Rooms) شرکت مهمان‌نوازی هندی است، که در سال ۲۰۱۳ تأسیس شد.